# Willem II của Hà Lan
Willem II (tiếng Hà Lan: Willem Frederik George Lodewijk; tiếng Anh: William Frederick George Louis; 6 tháng 12 năm 1792 – 17 tháng 3 năm 1849) là Vua của Hà Lan, Đại Công tước Luxembourg và Công tước xứ Limburg.
Willem II là con trai của Willem I của Hà Lan và Wilhelmine của Phổ. Khi cha ông, người cho đến lúc đó vẫn là Thân vương chủ quyền, lên ngôi vua Hà Lan vào năm 1815, ông trở thành Thân vương xứ Orange với tư cách là người thừa kế rõ ràng của Vương quốc Liên hiệp Hà Lan. Sau khi cha ông thoái vị vào ngày 7 tháng 10 năm 1840, Willem II lên ngôi vua. Trong thời gian trị vì của ông, Hà Lan đã trở thành một nền dân chủ nghị viện với hiến pháp mới ban hành năm 1848. Willem II kết hôn với Anna Pavlovna của Nga. Họ có 4 con trai và một con gái. William II được kế vị bởi con trai ông, Willem III người đàn ông cuối cùng của Vương tộc Oranje-Nassau.
Willem được yêu quý bởi tính tình hoà nhã, dù có tử tưởng chuyên chế giống cha mình, nhưng ông đã thực hiện những cải cách dân chủ cần thiết để xoa diệu những người cách mạng trước khi tình hình quá tệ. Tuy nhiên, vết đen lớn nhất trong cuộc đời của ông chính là các mối quan hệ với những người đàn ông. Willem được xác định là người "song tính" với các mối quan hệ phức tạp từ thời còn là Vương thái tử. Ông từng bị tống tiền vì vấn đề này. 

## Tuổi trẻ và giáo dục
Willem Frederik George Lodewijk sinh ngày 6 tháng 12 năm 1792 tại The Hague. Ông là con trai cả của Thân vương Willem xứ Oranje và Vương nữ Wilhelmine của Phổ. Ông bà ngoại của ông là Vua Friedrich Wilhelm II của Phổ và người vợ thứ hai Frederika Louisa xứ Hessen-Darmstadt. Willem có một em trai là Frederick, và hai em gái, Pauline và Marianne.
Khi Willem lên hai tuổi, ông và gia đình chạy sang Anh sau khi quân đội đồng minh Anh-Hanover rời khỏi nước cộng hòa và quân đội Pháp đã đánh bại quân đội của Các Tỉnh Liên hiệp, tuyên bố giải phóng bằng cách ủng hộ những người yêu nước chống Oranje. Willem trải qua tuổi thơ tại Berlin trong triều đình Phổ, nơi ông theo học quân sự và phục vụ trong Quân đội Phổ. Sau đó, ông học luật dân sự tại Christ Church, Đại học Oxford.

## Binh nghiệp

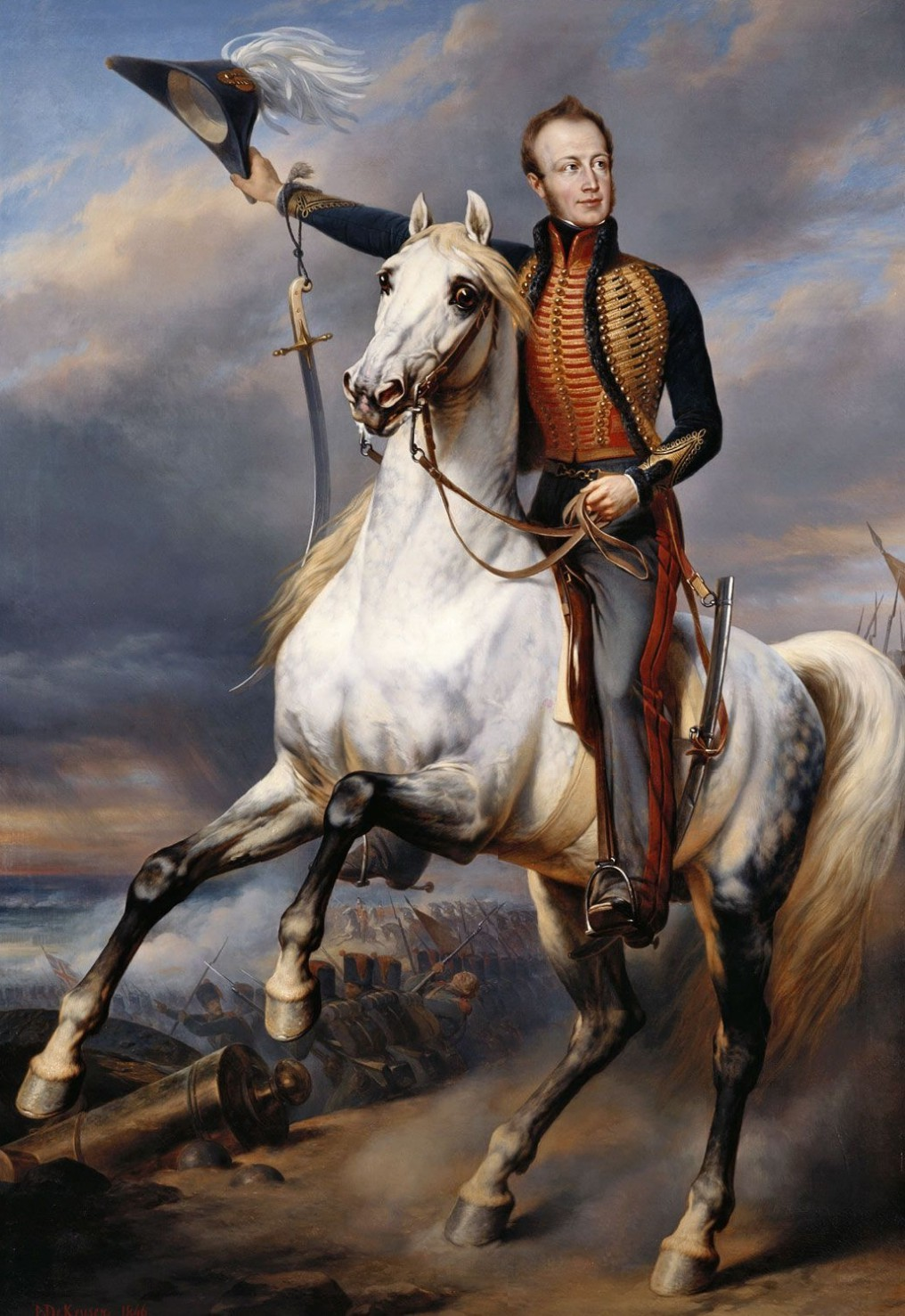
Willem II
vẽ bởi Nicaise de Keyser

Ông gia nhập Quân đội Hoàng gia Anh, và vào năm 1811, với tư cách là một sĩ quan phụ tá 19 tuổi tại tổng hành dinh của Arthur Wellesley, Công tước thứ 1 xứ Wellington, từ đó ông có cơ hội quan sát một số chiến dịch của Công tước xứ Wellington trong Chiến tranh Bán đảo. Mặc dù chưa đầy 20 tuổi, vị thế tử trẻ, theo phong tục thời bấy giờ, đã được phong hàm trung tá vào ngày 11 tháng 6 năm 1811 và đại tá vào ngày 21 tháng 10 năm đó. Ông đã tham gia Vây hãm Badajoz và Trận Salamanca ở Tây Ban Nha vào năm 1812. Cuối năm đó, vào ngày 8 tháng 9, ông được phong làm sĩ quan phụ tá cho Thân vương Nhiếp chính và vào ngày 14 tháng 12 năm 1813 được thăng hàm thiếu tướng. Lòng dũng cảm và bản tính tốt bụng của ông đã khiến ông rất được người Anh yêu mến, họ đặt cho ông biệt danh là "Slender Billy". Ông trở về Hà Lan vào năm 1813 khi cha ông trở thành Thân vương cai trị Hà Lan, và vào tháng 5 năm 1814, ông kế nhiệm Tử tước Thomas Graham làm sĩ quan cấp cao nhất của lực lượng Anh đóng quân tại đó.
Ngày 8 tháng 7 năm 1814, ông được thăng hàm trung tướng trong Quân đội Anh, và ngày 25 tháng 7 được thăng hàm đại tướng. Với tư cách đó, ông là sĩ quan cấp cao của quân đội Đồng minh ở Vùng đất thấp khi Hoàng đế Napoléon I của Pháp trốn thoát khỏi Elba vào năm 1815. Ông từ bỏ quyền chỉ huy khi Công tước xứ Wellington đến, và mặc dù đây là trận chiến thực sự đầu tiên của ông, ông vẫn giữ chức tư lệnh Quân đoàn Đồng minh số 1, đầu tiên là tại Trận Quatre Bras (ngày 16 tháng 6 năm 1815) và sau đó là tại Trận Waterloo (ngày 18 tháng 6 năm 1815), nơi ông bị thương ở vai trái do một viên đạn súng hỏa mai. Ông mới 22 tuổi. Để tỏ lòng biết ơn đối với chiến thắng mà hoàng gia Hà Lan gọi là "chiến thắng" của ông tại Waterloo, Willem được người dân Hà Lan tặng Cung điện Soestdijk.
Nhà sử học quân sự William Siborne đổ lỗi cho sự thiếu kinh nghiệm của Willem về nhiều thương vong mà lực lượng Liên minh phải gánh chịu trong chiến dịch Waterloo. Đáp lại, Siborne bị Trung tướng Willem Jan Knoop cáo buộc đã xuyên tạc hành động của Willem tại Waterloo. Một cuộc kiểm tra kho lưu trữ của Siborne do sĩ quan Hà Lan Francois de Bas thực hiện vào năm 1897 đã phát hiện ra "việc sử dụng nguồn tài liệu có chọn lọc" và "nhiều sai sót và sai sự thật".

## Hôn nhân

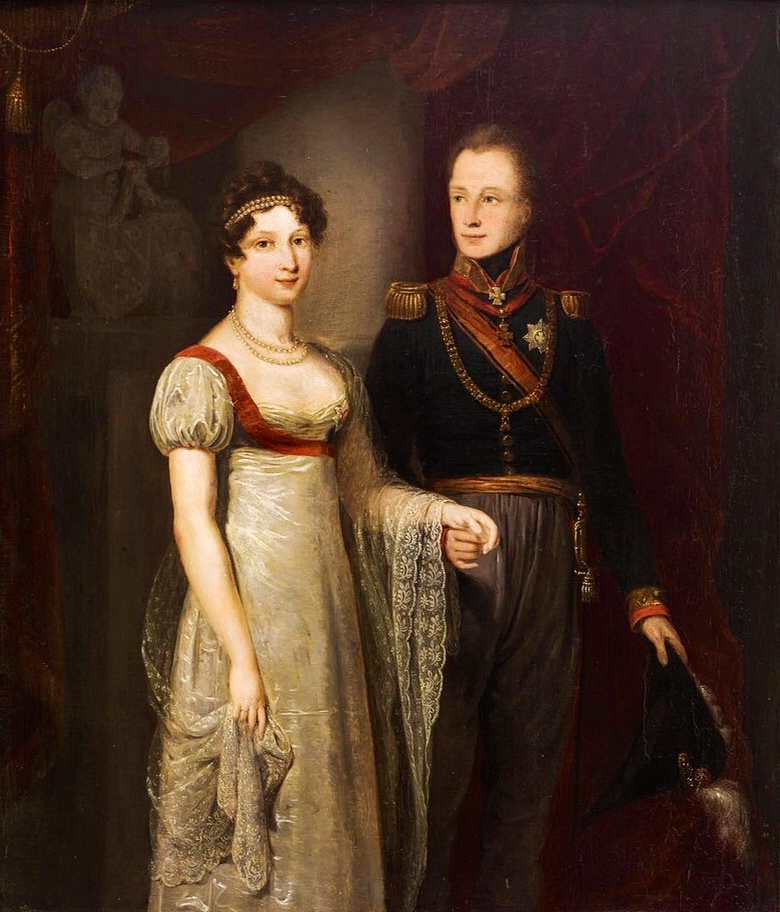
Chân dung Willem II và Nữ Đại công tước Anna Pavlovna (1816) của Jan Willem Pieneman

Năm 1814, Willem đã đính hôn trong thời gian ngắn với Nữ thân vương Charlotte xứ Wales, con gái duy nhất của Thân vương Nhiếp chính (sau này là George IV của Anh) và người vợ đã ly thân của ông, Caroline xứ Brunswick. Cuộc hôn nhân này do Hoàng tử Nhiếp chính sắp xếp, nhưng đã bị hủy bỏ vì mẹ của Charlotte phản đối cuộc hôn nhân và vì Charlotte không muốn chuyển đến Hà Lan.
Ngày 21 tháng 2 năm 1816 tại Nhà nguyện Cung điện Mùa đông ở St. Petersburg, Willem kết hôn với Nữ Đại công tước Anna Pavlovna của Nga, em gái út của Nga hoàng Aleksandr I, người đã sắp xếp cuộc hôn nhân này để củng cố mối quan hệ tốt đẹp giữa Đế quốc Nga và Hà Lan. Ngày 17 tháng 2 năm 1817 tại Brussels, con trai đầu lòng của ông, Vương tôn Willem (Willem III tương lai), chào đời.

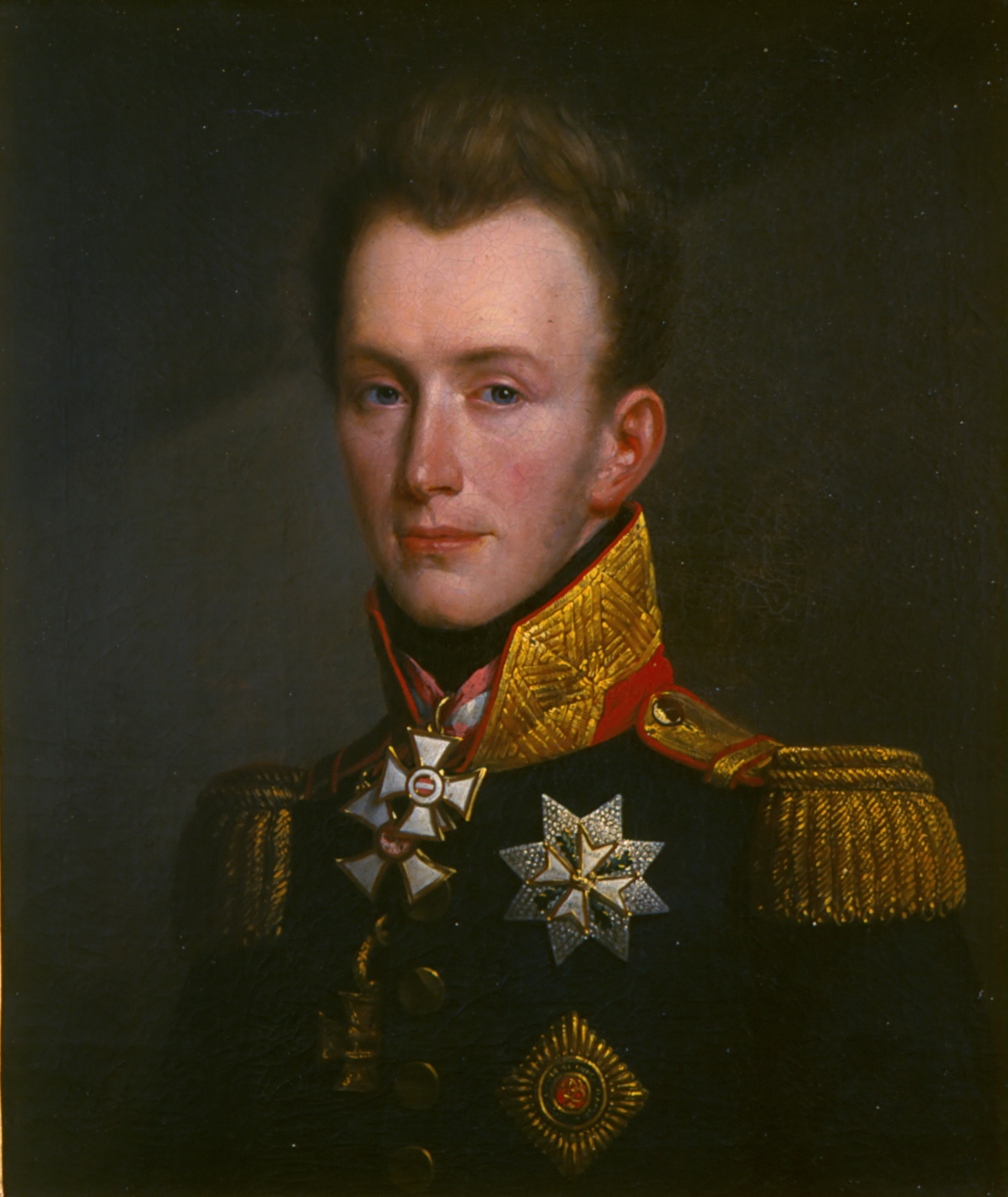
Chân dung của Willem II, vẽ năm 1817 bởi Karel Pieter Verhulst

Năm 1819, ông bị tống tiền vì điều mà Bộ trưởng Tư pháp Van Maanen gọi trong một bức thư là "những ham muốn đáng xấu hổ và không tự nhiên" của ông: có lẽ là Song tính luyến ái. Riêng việc ông ký vào bản cải cách hiến pháp năm 1848, cho phép một nền dân chủ nghị viện, có thể một phần bị ảnh hưởng bởi việc tống tiền. Ông cũng có thể đã có mối quan hệ với một gã ăn chơi tên là Pereira.

## Cách mạng Bỉ

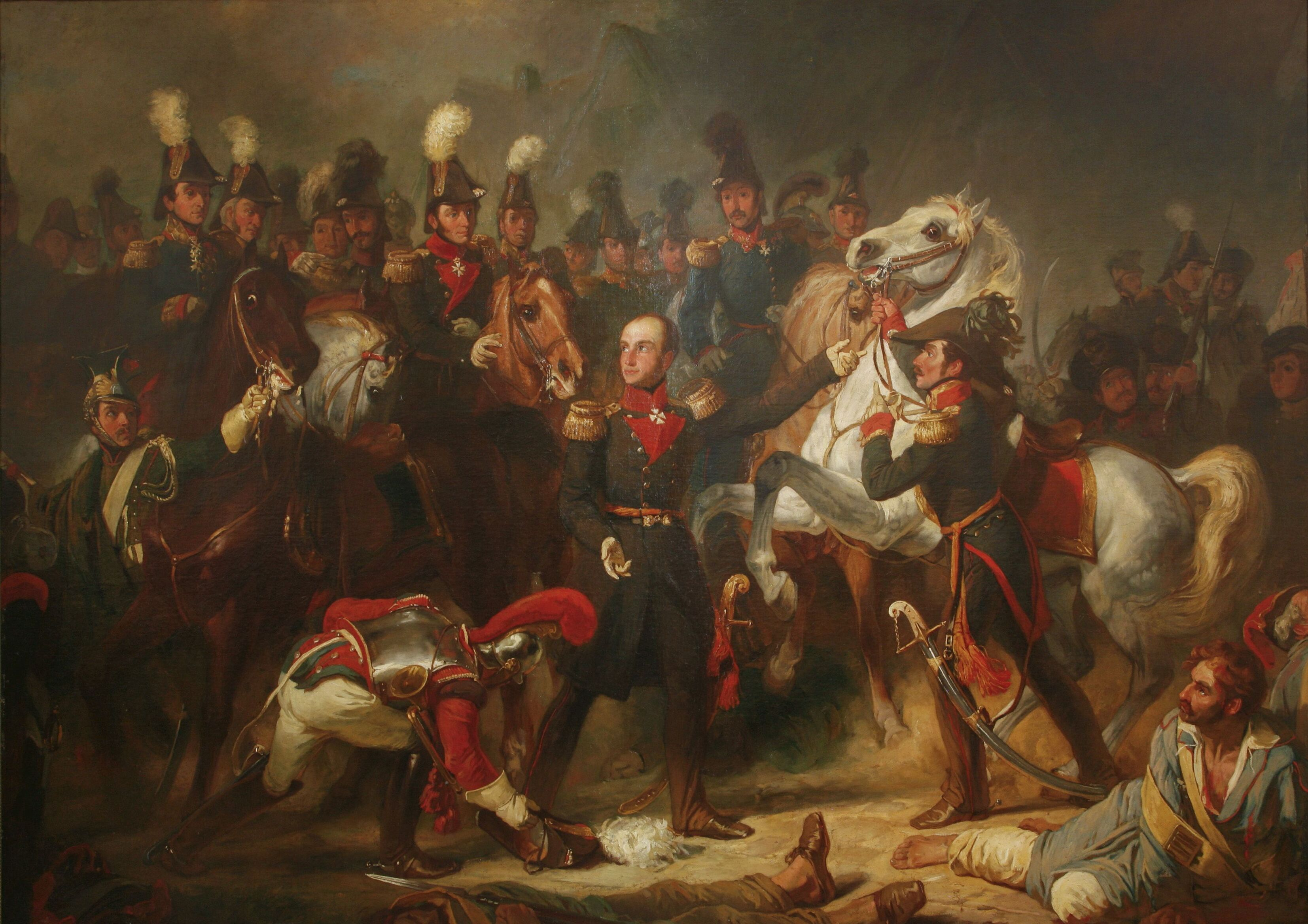
Thân vương xứ Oranje trong Chiến dịch Mười ngày

Willem II rất được lòng dân Nam Hà Lan, nay là Vương quốc Bỉ, cũng như ở một số vùng còn lại của Hà Lan nhờ tính hòa nhã và ôn hòa. Năm 1830, khi Cách mạng Bỉ bùng nổ, ông đã nỗ lực hết mình tại Brussels với tư cách là một nhà môi giới hòa bình, để mang lại một giải pháp dựa trên quyền tự chủ hành chính cho các tỉnh phía nam, dưới sự cai trị của Nhà Oranje-Nassau. Sau đó, cha ông đã bác bỏ các điều khoản hòa giải mà ông đã đề xuất mà không tham khảo ý kiến thêm; sau đó, mối quan hệ với cha ông lại một lần nữa căng thẳng.
Vào tháng 4 năm 1831, Willem II được cha mình cử đi làm chỉ huy quân sự trong Chiến dịch Mười Ngày nhằm giành lại vùng đất sau này trở thành Bỉ. Mặc dù ban đầu thành công, nhưng người Hà Lan đã rút lui sau khi Pháp can thiệp, đứng về phía quân nổi dậy. Nhờ sự hòa giải của châu Âu, Leopold xứ Sachsen-Coburg-Gotha (người chồng góa của vị hôn thê cũ của Willem, Nữ thân vương Charlotte xứ Wales) đã lên ngôi vua của Vương quốc Bỉ. Hòa bình cuối cùng đã được thiết lập vào năm 1839 khi Bỉ được Hà Lan công nhận.

## Trị vì

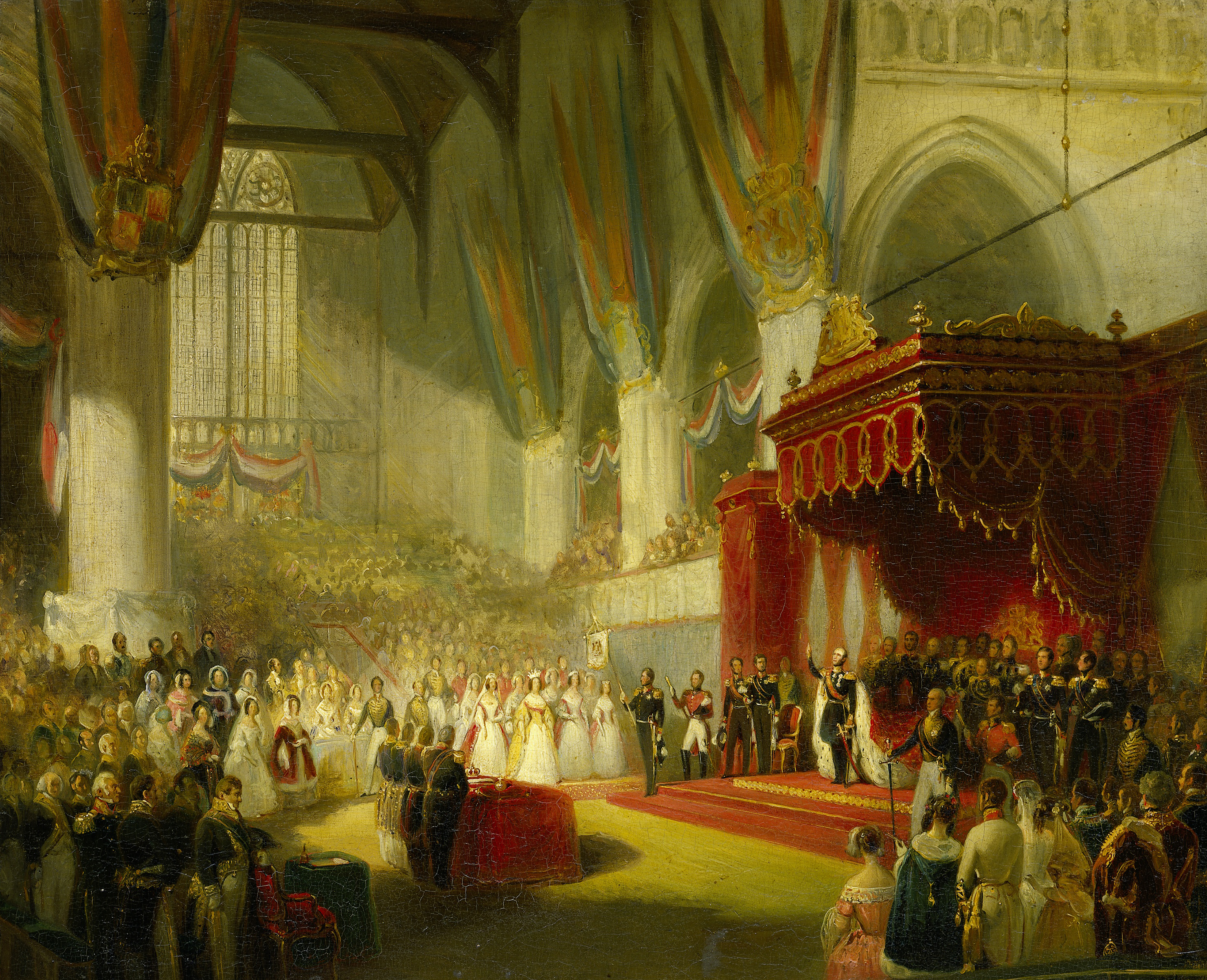
Lễ đăng quang của Willem II vào ngày 28 tháng 11 năm 1840, do Nicolaas Pieneman thực hiện

Vào ngày 7 tháng 10 năm 1840, sau khi cha thoái vị, ông lên ngôi với niên hiệu Willem II. Mặc dù có chung khuynh hướng bảo thủ với cha, nhưng ông không can thiệp nhiều vào các vấn đề chính phủ như cha mình. Đã có sự gia tăng các cuộc vận động đòi cải cách hiến pháp rộng rãi và mở rộng quyền bầu cử.
Năm 1847 là một năm bất ổn chính trị. Hà Lan đã chứng kiến các cuộc bạo loạn lương thực ở các tỉnh phía Bắc và một âm mưu ám sát Nhà vua và con trai cả của ông đã bị phát hiện. Cuộc sống cá nhân của William II cũng đầy rẫy khó khăn. Nhà vua đã có một thời gian sức khỏe rất kém. Ông mắc bệnh tim (cùng nhiều bệnh khác) và bác sĩ đã nói với gia đình rằng ông không còn sống được bao lâu nữa. Thêm vào đó, người con trai thứ hai được Willem yêu quý là Vương tử Alexander, đã lâm bệnh vào tháng 1 năm 1847 và tình trạng của chàng trai 29 tuổi này ngày càng trở nên đáng lo ngại trong những năm tiếp theo. Vương tử Alexander đến Madeira trú đông trong khí hậu ấm áp, nhưng sức khỏe của ông ngày càng xấu đi và người cha tuyệt vọng của ông đã cử bác sĩ riêng đến hòn đảo trong nỗ lực cuối cùng để cứu sống con trai. Alexander cuối cùng đã qua đời vào ngày 20 tháng 3 năm 1848.
Các cuộc cách mạng năm 1848 nổ ra trên khắp châu Âu. Tại Paris, chế độ Quân chủ Tháng Bảy sụp đổ vào tháng 2 năm 1848. Được cảnh báo rằng cuộc cách mạng có thể lan sang Hà Lan, Willem quyết định thiết lập một chế độ tự do hơn, ông tin rằng tốt hơn là nên chủ động ban hành các cải cách sớm, thay vì bị áp đặt với những điều khoản bất lợi sau này bởi những người cách mạng. Như ông nói sau này, "Tôi đã chuyển từ bảo thủ sang tự do chỉ trong một đêm". Ông đã chọn một ủy ban do nhà tự do nổi tiếng Johan Rudolf Thorbecke đứng đầu để soạn thảo một hiến pháp mới, được ban hành vào ngày 17 tháng 3 năm 1848.
Văn kiện mới do ủy ban hiến pháp soạn thảo quy định rằng Eerste Kamer (Thượng viện), trước đây do nhà vua bổ nhiệm, sẽ được bầu gián tiếp bởi các Hội đồng tỉnh. Tweede Kamer (Hạ viện), trước đây do các Hội đồng tỉnh bầu ra, sẽ được bầu trực tiếp tại các khu vực bầu cử, với quyền bầu cử chỉ giới hạn cho những người đóng một số tiền thuế nhất định. Tuy nhiên, thay đổi quan trọng nhất là việc hạn chế quyền lực hoàng gia. Trước đây, nhà vua gần như là một nhà độc tài, và các bộ trưởng chỉ chịu trách nhiệm trước nhà vua. Hiến pháp mới quy định các bộ trưởng hoàn toàn chịu trách nhiệm trước Tweede Kamer. Trên thực tế, quyền lực thực sự đã được chuyển giao cho Tweede Kamer, và nhà vua giờ đây là người phục vụ chính phủ chứ không phải là chủ nhân của chính phủ. Hiến pháp năm 1848 đã được sửa đổi nhiều lần kể từ đó (đáng chú ý nhất là việc thay thế quyền bầu cử điều tra dân số bằng quyền bầu cử phổ thông đầu phiếu và các khu vực bầu cử với đại diện tỷ lệ theo danh sách đảng trên toàn quốc, cả hai thay đổi đều diễn ra vào năm 1917).
Willem đã tuyên thệ nhậm chức nội các đầu tiên và duy nhất của mình theo các điều khoản của hiến pháp mới vài tháng trước khi ông đột ngột qua đời tại Tilburg, Bắc Brabant (1849).

## Vinh dự

Monogram của Willem II

- Netherlands: Grand Cross of the Military William Order, 8 July 1815[23]
- Luxembourg: Founder of the Order of the Oak Crown, 29 December 1841[24]
- Baden:[25]
  - Knight of the House Order of Fidelity, 1841
  - Grand Cross of the Order of the Zähringer Lion, 1841
- Kingdom of Hanover:
  - Knight of the Order of St. George, 1840[26]
  - Grand Cross of the Royal Guelphic Order
- Kingdom of Prussia: Knight of the Order of the Black Eagle, 17 December 1808[27]
- Russian Empire:[28]
  - Knight of the Order of St. Andrew, 22 June 1814
  - Knight of the Order of St. Alexander Nevsky, 22 June 1814
  - Knight of the Order of St. George, 2nd Class, 8 July 1815
- Austrian Empire: Commander of the Military Order of Maria Theresa[29]
- Saxe-Weimar-Eisenach: Grand Cross of the Order of the White Falcon, 24 June 1838[30]
- Spain: Knight of the Order of the Golden Fleece, 18 September 1814[31]
- Württemberg: Grand Cross of the Military Merit Order, 1819[32]

## Mối quan hệ
Willem II có một loạt các mối quan hệ với cả nam lẫn nữ, khiến ông bị uy hiếp. Các mối quan hệ đồng tính của Willem II có từ thời ông còn là vương thái tử, kéo dài cho đến khi ông lên ngôi vua, thông tin này đã được nhà báo Eillert Meeter đưa tin. Nhà vua có những người hầu nam vây quanh, ông không thể sa thải vì những gì Meteer mô tả là "động cơ ghê tởm" của ông khi thuê họ ngay từ đầu. Một trong những người bạn thân nhất của ông là quý tộc xứ Wallonian Albéric du Chastel. Willem II bị tống tiền lần đầu tiên vì quan hệ thân mật với đàn ông vào năm 1818. Sau khi cảnh sát mật Hà Lan bắt giữ những kẻ tống tiền, họ đã bị trục xuất đến các thuộc địa hải ngoại của Hà Lan.

## Trong tiểu thuyết
Willem II là một nhân vật thường xuyên xuất hiện trong các tiểu thuyết lịch sử của Georgette Heyer, đáng chú ý nhất là trong An Infamous Army.
Willem xuất hiện như một nhân vật trong tiểu thuyết viễn tưởng lịch sử Sharpe's Waterloo của Bernard Cornwell, và bản chuyển thể truyền hình của tiểu thuyết này, do Paul Bettany thủ vai.

## Tàu
Tàu vận tải Koning Willem de Tweede được đóng tại xưởng đóng tàu của Fop Smit, hoàn thành vào ngày 8 tháng 12 năm 1840. Nó bị đắm ngoài khơi bờ biển thuộc địa Nam Úc vào năm 1857, khiến 16 thành viên thủy thủ đoàn thiệt mạng.

## Hậu duệ

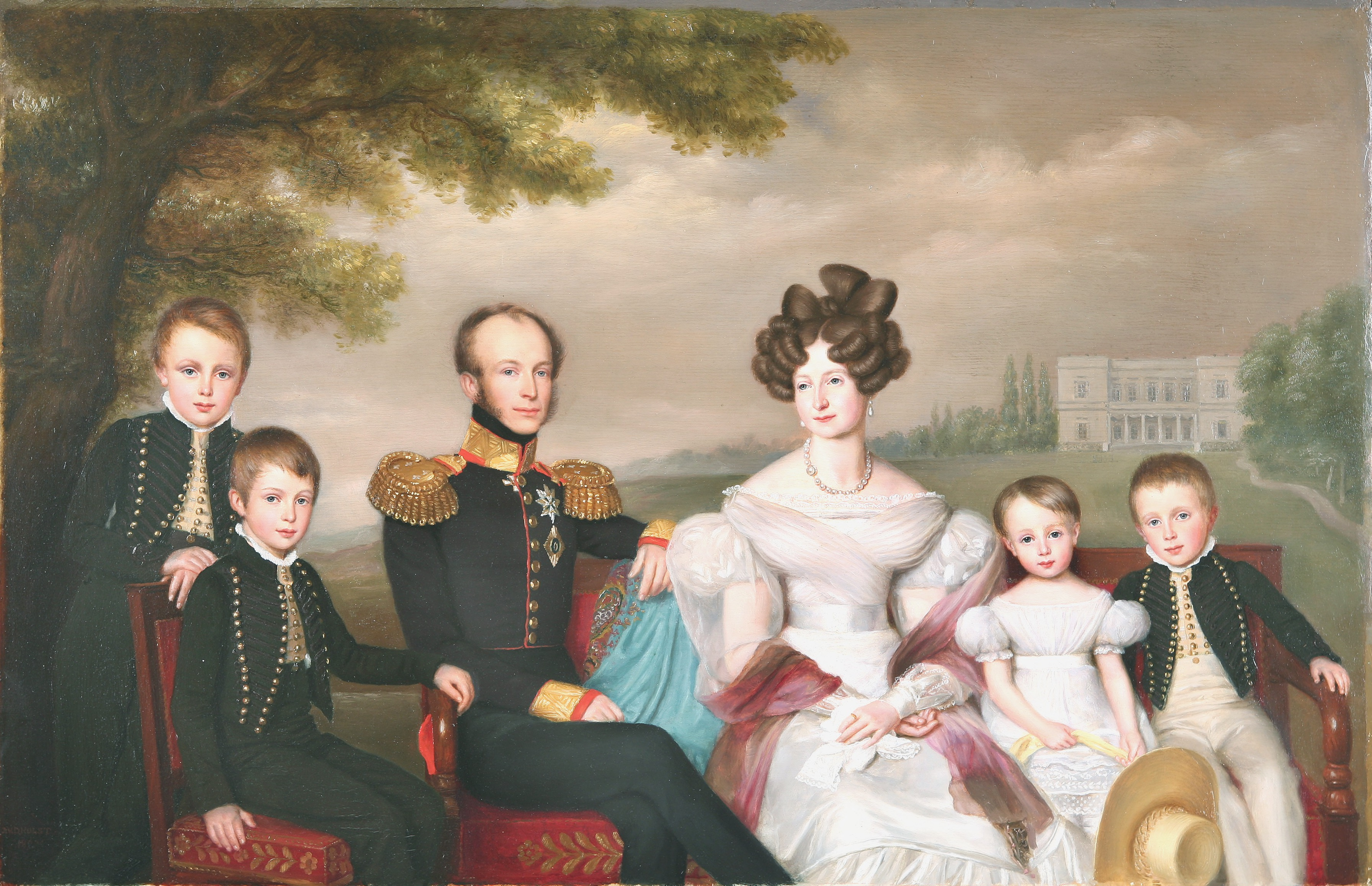
Vua Willem II cùng vợ và các con (1832), được vẽ bởi Jan Baptist van der Hulst

William II và vương hậu Anna Pavlovna có 5 người con:
- William Alexander Paul Frederick Louis (19 tháng 2 năm 1817 – 23 tháng 11 năm 1890), Willem III, Vua Hà Lan (1849 đến 1890). Kết hôn lần đầu với Sophie của Württemberg và có con. Kết hôn lần hai với Emma xứ Waldeck và Pyrmont và có con, bao gồm Nữ vương Wilhelmina.
- William Alexander Frederick Constantine Nicholas Michael (2 tháng 8 năm 1818 – 20 tháng 2 năm 1848). Biệt danh là Sasha. Không bao giờ kết hôn.
- William Frederick Henry "Nhà hàng hải" (13 tháng 6 năm 1820 – 13 tháng 1 năm 1879). Lần đầu kết hôn với quận chúa Amalia xứ Sachsen-Weimar-Eisenach và lần thứ hai kết hôn với Vương nữ Vương nữ Marie của Phổ, nhưng không có con.
- Vương tử William Alexander Frederick Ernest Casimir (21 tháng 5 năm 1822 – 22 tháng 10 năm 1822), mất khi còn nhỏ.
- Wilhelmina Marie Sophie Louise (8 tháng 4 năm 1824 – 23 tháng 3 năm 1897). Đã kết hôn với Karl Alexander, Đại công tước xứ Sachsen-Weimar-Eisenach, và có con.